# Антонио Мониз
Антонио Каитано де Абреу Фреире Егаж Мониш (порт. António Caetano de Abreu Freire Egas Moniz; 29. новембар 1874 — 13. децембар 1955), познат и као Егаж Мониш , је био португалски неуролог, пионир церебралне (мождане) ангиографије и један од најзаслужнијих за увођење „контроверзног“ неурохируршког метод лечења одређених психоза применом лоботомије, захваљујући којој је постао први португалски држављанин коме је (заједно са Валтером Рудолфом Хесом) додељена Нобелова награда за физиологију или медицину 1949.

## Епоним
Егаж Монишов знак (енгл. Egas Moniz' sign)
Снажна флексија табана која може довести до дорзифлексије ножних прстију код оштећења пирамидалног пута нервног система.

## Живот и каријера
Антонио Мониш је рођен 29. новембра 1874. на породичној фарми у месту Аванца, Португалија, од оца Фернанда де Пина Резенде Абреуа (порт. Fernando de Pina Rezende Abreu) и мајке Марије да Розарио де Алмеида е Соуса (порт. Maria do Rosario de Almeida e Sousa). Његов кум му је дао име по Егажу Монишу, јунаку од Португалије отпора против Мавара.
Мониш је основно образовање добио од свог стрица Абе Фреире (порт. Abbé Caetano de Pina Rezende Abreu Sa Freire), пре него што је уписао Медицински факултет Универзитета у Коимбри. Даље школовање наставио је у Бордоу и Паризу, након кога је по повратку у Португалију постао професор на Универзитету у Коимбри 1902. када се и оженио Елвисом Македонијом Дијас.
Током 1911. Мониш је премештен на место шефа неурологије у Лисабону, где је остао да ради и живи све до своје смрти. Краће време Мониш је радио и као лекар у болници Санта Марија у Лисабону.
Прва деценије 20. века била је период револуционарног преокрета у Португалији и у том периоду Мониш је био изузетно активна у републиканском покрету који је довео до свргавања монархије 1910. Тако се Мониш једно време активно бавио политиком, прво, од 1903. до 1917. као заменик председника португалског парламента. Затим је 1917 — 1918, после збацивања монархије, обављао дужност португалског амбасадора у Шпанији. Исте године именован је за министра спољних послова и био председник португалске делегације на Париској мировној конференцији(1918 — 1919), и био потписник у име Португалије Версајског споразум, који је потписан 28. јуна 1919. Мониш се из политике повукао 1919, након политичке свађе у коју је био увучен због политичког неслагања.
У знак признање за његов рад Монишу је 1949. додељена Нобелова награда за физиологију или медицину: "за откриће терапијских вредности лоботомије у одређеним психозама", како је то наведено у образложењу награде.
Умро је 13. децембра 1955. у Лисабону, Португалија

## Дело
Иако је Антонио Мониш написао књигу о физиологији и патологији секса, а после Другог светског рата и књигу о ратној неурологији, након што је избачен из његове политичке странке, он се вратио на Универзитет у Лисабону, где је своја интересовања преусмерио на истраживања у неурологији. Тако је у периоду од 1927. до 1937. увео у клиничку праксу примену ангиографије крвних судова главе и врата у дијагностици тумора и других васкуларних болести.
Антонио Мониш је, радећи дуго година са неуропсихијатријским болесницима, схватио да неке психозе, нарочито шизофренију и тешку параноју, карактеришу „обрасци понављања“ који доминирају нормални психолошких процесом. Зато је сматрао да би прекид нервних влакана између фронталних режњева мозга, (за које се зна да су уско повезани са психолошким одговором), и таламуса, могао да изврши трансформацију постојећих „образаца понашања“ у психози, што би омогућило нормалан живот психотичним болесницима.
Године 1935, Мониш је присуствовао симпозијуму на којем је сазнао о спроведеном експерименталном уклањању префронталног режња мозга два мајмуна. Након ове операције, симптоми анксиозности и фрустрације се више нису јављали у мајмуна, мада су животиње, изгубиле способност учења. Упркос чињеници да научници тог времена нису ништа знали о функција префронталних режњева мозга, Мониш је у ових експерименталних истраживања на мајмунима видео могућност њихове примене у експериментима код особа са менталним поремећајима. На основу ових истраживања и претходних размишљања Мониш је започео употребу хируршке процедуре за лечење душевних болесника у којој је префронталне режњеве мозга одвојао од остатка мозга, процесом данас познатим као префронтална лоботомија.
Оно што је осмислио Мониш за лечење психоза, по некима озлоглашеном, методом леукотомије (leucotomy), у ствари је била преименована лоботомија Волтера Фримана (1895 — 1972) и Џејмса Винстона Вотса. Префронталну леукотомију (leucotomy) - лоботомију - први пут је Мониш извео у Лисабону са својим сарадником хирургом Алмеидом Лимом, 12. новембра 1935. У локалној анестезији Мониш и Алмеида избушили су неколико рупа у лобањи пацијента, и прво убризгавањем адреналина и новокаина, затим чистог алкохола, настојали су да, не уништавајући фронталне режњеве, униште влакна, беле масе, односно леукос (leukos), који повезују подручја фронталних режњева - за која се веровало да су највише одговорна за асоцијално понашање. Њихови болесници су били из женског азила затвореника у Лисабону. Ова врста операције на мозгу, остала је у историји медицине запамћена као прва примена хируршке методе у лечењу психолошких поремећаја.

## Признања
Мониш је добитник и носилац следећих признања и награда;
- Нобелове награде за физиологију или медицину, 1949
- Велике португалске награде порт.
- Велике шпанске награде шп.
- Именован је за итал. Grand Officier de la Couronne d'Italie Италије и за итал. Commandeur de la Légion d'Honneur Француске.
- Мониз је био Почасни доктор наука, на универзитетима у Бордоу и Лиону.
- Председник (у разним временима); Академије наука, у Лисабону.
- Члан Академије медицине у Паризу, Академије медицине у Мадриду; Друштва британских неуролошки хирурга, почасни члан Краљевског друштва за медицину у Лондону, Националне медицинске академије у Рио де Жанеиру, Америчког удружења за неурологију, и неколико јужноамеричких институција и многих других.
- Током 1937 Португалија је издала серију јубиларних поштанских марака са јубиларним печатом, којим је обележила десетогодишњицу прве церебралне артериографије, коју је извршио Антонио Мониз 1927.[4]